# Beverly Hills (Weezer)
Beverly Hills è il primo singolo estratto dal quinto album dei Weezer, Make Believe. È stato pubblicato ufficialmente il 29 marzo 2005. Il video musicale di questa canzone è stato diretto da Marcos Siega ed è stato girato alla Playboy Mansion (che in realtà non si trova a Beverly Hills ma nella località vicina di Holmby Hills), con all'inizio un cameo di Hugh Hefner che parla al telefono con il batterista Patrick Wilson. La voce femminile dei cori della canzone è di Stephanie Eitel degli Agent Sparks.
La canzone fu scritta dal leader della band, Rivers Cuomo, sul desiderio di vivere come una celebrità.

## Formazione
- Rivers Cuomo - voce e chitarra
- Brian Bell - chitarra
- Scott Shriner - basso
- Patrick Wilson - batteria

## Successo commerciale
Beverly Hills è stata la più grande hit commerciale degli Weezer (insieme al singolo che susseguirà tre anni dopo, Pork and Beans). La canzone arrivò alla top ten della classifica Billboard Hot 100 e nel 2006 è stata certificata Disco d'oro, essenda stata acquistata più di 962.000 volte su iTunes. Beverly Hills ha raggiunto anche altri importanti traguardi, come la posizione #1 alla Hot Digital Songs e la #9 nella UK Singles Chart, più la candidatura alla 48ª edizione dei Grammy Award.
Il video è stato nominato Best Rock Video agli MTV Music Awards e ha vinto l'edizione College Song of the year.
Il brano è stato il più venduto del 2005 in digitale.